# Virgile Decommer
Virgile Decommer (Oostnieuwkerke, 25 januari 1924 - Grembergen, 4 november 1990) was een Belgisch volksvertegenwoordiger.

## Levensloop
Geboren in een West-Vlaamse landbouwersfamilie, liep Decommer school in Brugge. Door oorlogsomstandigheden ging hij vervolgens in Roeselare studeren, waar hij zich aansloot bij het Algemeen Vlaamsch Nationaal Jeugdverbond. Gedreven door een hevig anticommunisme gaf hij zich, nog voor het einde van zijn humaniora, aan als soldaat voor het oostfront. Hij werd door de Sovjets gevangengenomen en aan België uitgeleverd.
Tegen 1950 kwam hij vrij, maakte hij zijn humaniora af voor de Centrale Examencommissie en ging hij geneeskunde aan de Katholieke Universiteit Leuven studeren. Hij behaalde zijn diploma in 1958 en vestigde zich als huisarts in Grembergen.
In 1960 werd hij hersteld in zijn burgerrechten en begaf zich in de gemeentepolitiek. In 1964 werd hij voor een lokale lijst verkozen als gemeenteraadslid van Grembergen en werd er in een coalitie met de socialisten schepen van openbare werken en onderwijs. Hoewel hij vurig anti-links bleef, kon hij wel goed samenwerken met de socialisten. Hij bleef gemeenteraadslid en schepen tot aan de fusie van de gemeente met Dendermonde in 1977, waarna hij zich terugtrok uit de politiek.
In 1968 werd hij kopman voor de Volksunielijst in het arrondissement Dendermonde voor de wetgevende verkiezingen en werd verkozen in de Kamer van volksvertegenwoordigers. In 1971 verzaakte hij aan een verlenging van zijn mandaat en verliet hij de Volksunie, die naar zijn mening een te linkse koers was gaan varen.